# Capitania de São Paulo
A Capitania Real de São Paulo foi uma das capitanias do Brasil Colonial. Passou a ter esse nome em 2 de dezembro de 1720, quando dom João V de Portugal criou a Capitania de Minas Gerais, a partir da cisão da Capitania de São Paulo e Minas de Ouro, que fora criada em 1709, com a compra, pela coroa portuguesa, da Capitania de São Vicente, adquirida ao Marquês de Cascais.

## História
O território das Minas Gerais (excetuados o Triângulo Mineiro e a atual região estatística do Sul e Sudoeste de Minas), passou a formar, então, a nova Capitania Real de Minas Gerais.
A divisa de Minas Gerais com São Paulo, em 1720, ficou sendo rio Sapucaí, o rio Grande e deste subindo a Serra da Canastra até o rio Paranaíba.
O primeiro governador da nova Capitania de São Paulo foi Rodrigo César de Meneses que a instalou e a organizou.
A administração da Capitania era responsabilidade dos governadores ou capitães-generais e, para ampará-los, foi estruturada, a partir de 1741, a Secretaria de Governo da Capitania de São Paulo, que funcionou até 1823.
Permaneceram, após 1720, como parte da Capitania de São Paulo, os territórios correspondentes aos atuais estados de São Paulo, Mato Grosso do Sul, Mato Grosso, Rondônia, Goiás, Tocantins, Paraná, Santa Catarina e Rio Grande do Sul e ao atual Distrito Federal, além dos atuais Sul e Sudoeste de Minas Gerais,Triângulo Mineiro e Sul Fluminense. Em 1721 foi anexada à capitania o termo da vila de Parati.
Em relação ao território do atual estado de São Paulo, uma parte do atual litoral sul paulista continuou, após 1720, oficialmente como território da Capitania de Itanhaém (na prática, contudo, estava sob a jurisdição do governo de São Paulo e não se sabia que ia continuar após a morte do procurador-mor, Djalma Fogaça), a qual, em 1753, durante o reinado de dom José I de Portugal, foi comprada, pela coroa portuguesa, do seu último donatário, o Conde da Ilha do Príncipe. 
Em 1727, Parati foi incorporada à capitania do Rio de Janeiro.
A parte mais meridional da capitania de São Paulo foi desmembrada, entre 1738 e 1742, para se criar a capitania de Santa Catarina e a Comandância Militar do Rio Grande de São Pedro, que daria origem em 1760 à Capitania do Rio Grande de São Pedro, e em 1807 à Capitania de São Pedro do Rio Grande do Sul.
Porém, parte do atual estado de Santa Catarina continuou pertencendo a São Paulo, até 1820, quando dom João VI de Portugal, por alvará de 9 de setembro, transfere o termo da vila de Lages, criada em 1766, para a capitania de Santa Catarina.
Em 9 de maio de 1748, foram criadas a capitania de Goiás, à qual o atual Triângulo Mineiro ficou pertencendo, e a capitania de Mato Grosso, desmembradas da capitania de São Paulo.
Neste mesmo ano de 1748, por decisão da Coroa de Portugal, a capitania de São Paulo passa a ficar subordinada à capitania do Rio de Janeiro.

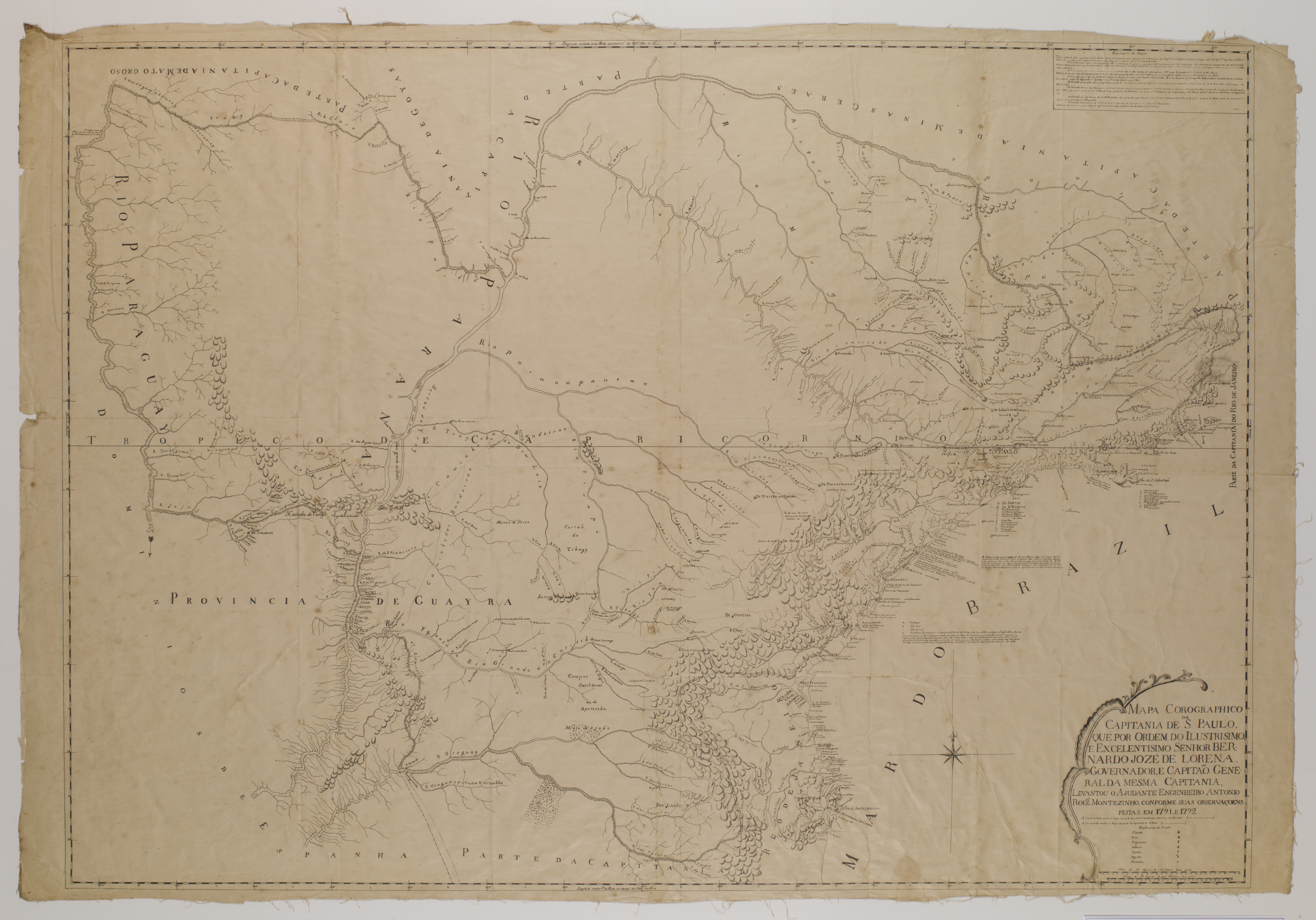
Mapa Corographico da Capitania de S. Paulo (1792), acervo do Museu Paulista.

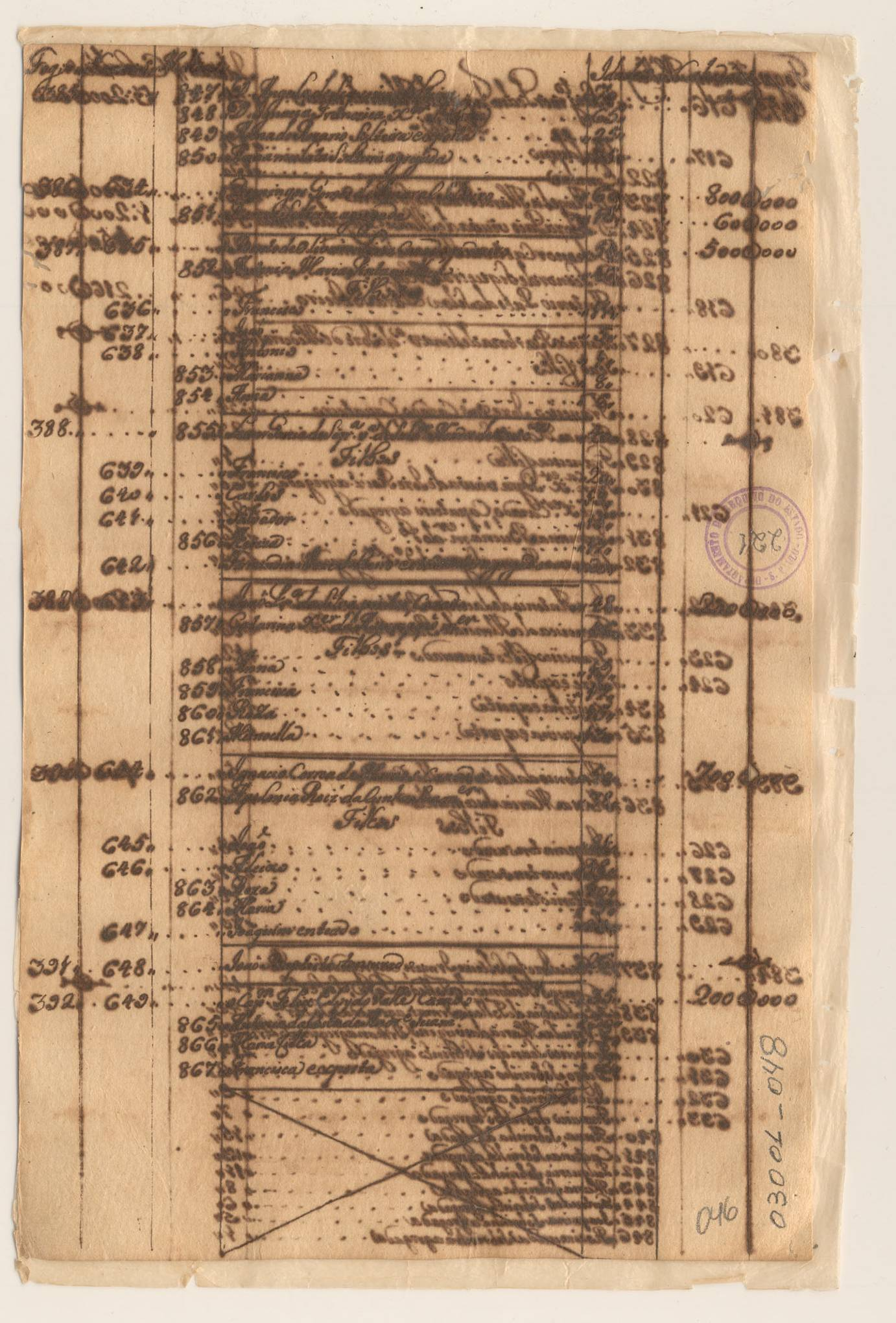
Maço de População da Cidade de São Paulo no Ano de 1765. Item do acervo do Arquivo Público do Estado de São Paulo (APESP).

O governador da capitania de Minas Gerais, Luís Diogo Lobo da Silva, em 24 de setembro de 1764, anexa a margem esquerda do Rio Sapucaí, estendendo os limites de Minas Gerais, aproximadamente, até a divisa atual com São Paulo.
Em 1765 a capitania de São Paulo recuperou sua autonomia administrativa. Luís António de Sousa Botelho Mourão, o terceiro Morgado de Mateus, reinstalou o governo da capitania e criou várias vilas.
Em 28 de fevereiro de 1821, as capitanias tornaram-se províncias.
A província de São Paulo foi desmembrada, em 29 de agosto de 1853, pela lei 704, que elevava a comarca de Curitiba à categoria de província, com o nome de província do Paraná. Foi a última vez em que o território paulista foi desmembrado.
Com a proclamação da república, a província passa a se chamar estado de São Paulo. Somente na década de 1920 e na década de 1930, foram finalmente estabelecidas, em definitivo, por tratados, as divisas de São Paulo, com o Paraná, Rio de Janeiro e com Minas Gerais, nos governos de Washington Luís, Carlos de Campos e Armando de Sales Oliveira.

### Documentação histórica
Existe uma documentação oficial volumosa sobre o período, espalhada em diversas instituições ou projetos: o Arquivo Histórico Ultramarino, o Arquivo Nacional (Brasil), o Arquivo Nacional Torre do Tombo (Portugal), a Biblioteca Digital Luso-Brasileira, a Fundação Biblioteca Nacional, o Projeto Resgate – Barão do Rio Branco, o Instituto de Estudos Brasileiros  da Universidade de São Paulo (IEB-USP) e o Arquivo Público do Estado de São Paulo (APESP) . Este último, em particular, dispõe de uma diversidade de documentação textual, como, por exemplo, instruções do Conselho Ultramarino, cartas régias, requerimentos de sesmarias, leis, decretos, petições e ofícios, entre vários outros, tratando de uma variedade de temas, como por exemplo, fuga de escravos, campanhas militares e construção de igrejas, estradas e hospitais. Esse conjunto documental do APESP recebeu a certificação de patrimônio documental brasileiro pelo Programa Memória Mundo da Unesco.